# Die drei Nüsse (Bechstein)
Die drei Nüsse ist ein Märchen. Es stand in Ludwig Bechsteins Deutsches Märchenbuch nur in frühen Auflagen.

## Inhalt
Der Prinz wird bei der Jagd auf einen Hirsch in einem Schloss gefangen. Der Zauberer stellt ihm die Aufgabe, mit Holzwerkzeug Holz zu zerkleinern, sonst müsste er sterben. Doch die zauberische Tochter hilft ihm. Um sie zu heiraten, muss er sie aus ihren ganz gleichen Schwestern herauskennen. Es gelingt dank einer blauen Ader an ihrem Hals. Als die Mutter nachts fragt, ob die beiden schlafen, lässt die Tochter einen verzauberten Gegenstand „Nein“ antworten. Sie fliehen, die Mutter kommt als Rabe, der Vater als Raubvogel nach. Die Tochter verwandelt den Prinzen und sich in einen Garten mit Gärtner, dann in einen See mit Ente und erhält vom Raubvogel drei Nüsse. Der Prinz geht zu seinen Eltern, lässt die Braut in einer Mühle, vergisst sie und nimmt eine andere. Sie aber erhandelt von dieser für schöne Kleider, die in den Nüssen stecken, dreimal ein Gespräch mit ihm. Das eine Mal schläft er, dann stört ein Hund, schließlich erkennt er sie.

## Herkunft
Bechstein vermerkt „Mündlich, im Saaltale“, nennt vergleichend Die verzauberte Prinzessin, Der alte Zauberer und seine Kinder und Grimms Fundevogel. Vgl. auch Grimms De beiden Künigeskinner, Der Eisenofen, Wolfs Grünus Kravalle. Siehe auch die symbolische Bedeutung der Zahl Drei in den Märchen.